# Cattedrale di Inverness
La cattedrale di Sant’Andrea è il principale edificio di culto della Diocesi di Moray, Ross e Caithness della Chiesa episcopale scozzese.

## Storia

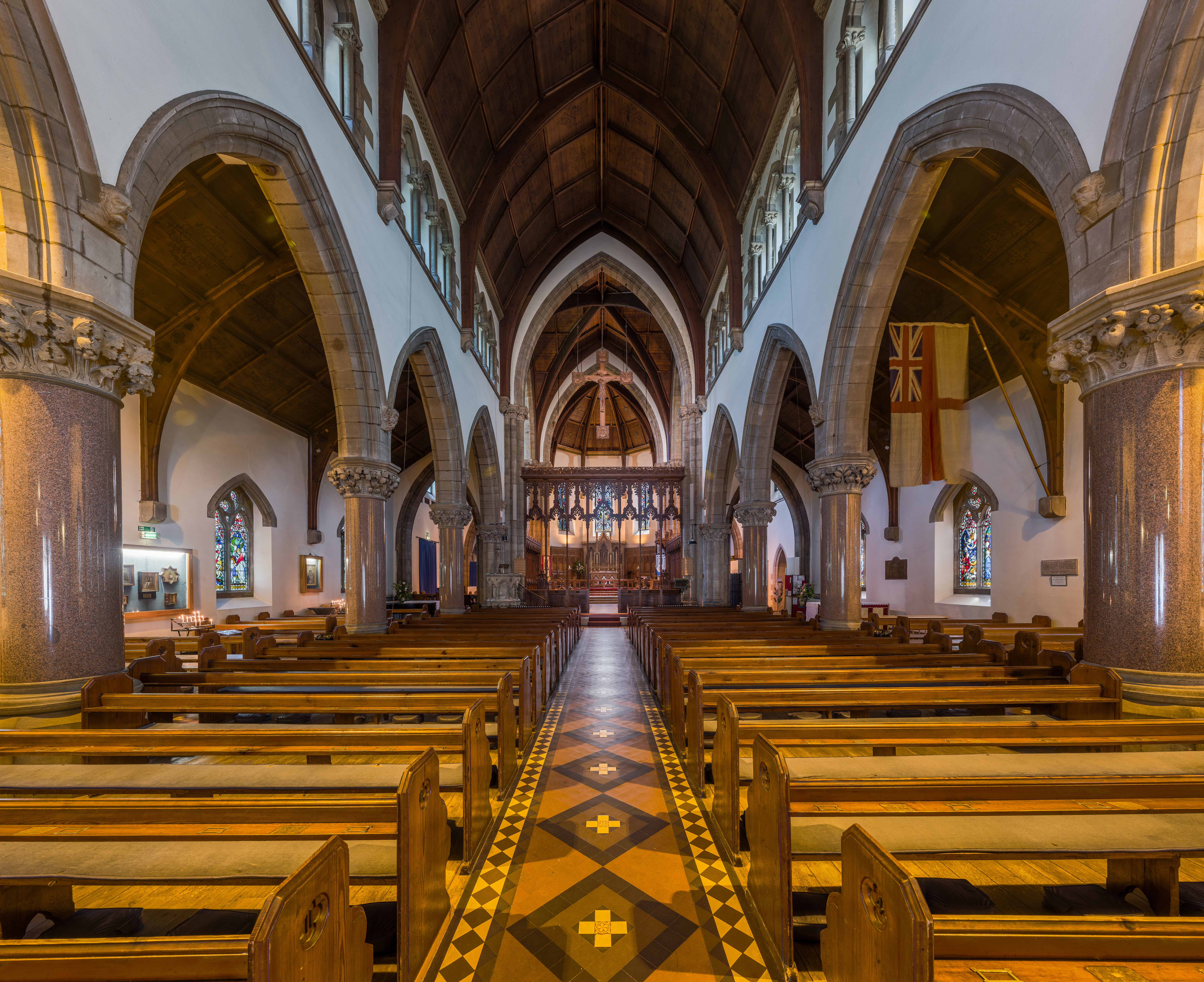
L’interno

Il vescovo Robert Eden decise che la cattedrale per la diocesi unita di Moray, Ross e Caithness doveva essere a Inverness. La prima pietra fu posta dall'arcivescovo di Canterbury, Charles Longley, nel 1866 e la costruzione fu completata nel 1869, anche se la mancanza di fondi precluse la costruzione delle due guglie giganti del progetto originale. L'architetto era Alexander Ross, che viveva in città. La cattedrale è costruita in pietra rossa di Tarradale, con le colonne della navata in granito di Peterhead. La congregazione della cattedrale iniziò come missione nel 1853, sul lato opposto (est) del fiume Ness.